# Anschlussberufung
Eine Anschlussberufung bezeichnet im deutschen Recht eine spezifische prozessuale Situation beim Rechtsbehelf der Berufung. Sie liegt vor, wenn in einem Prozess eine Berufung bereits eingelegt wurde und der Gegner sich mit einem Antrag anschließt, die angefochtene Entscheidung zu seinen Gunsten zu ändern. Zulässig sind Anschlussberufungen im Zivil- und im Verwaltungsprozess. 
Zu unterscheiden sind zwei Konstellationen: 
- Unselbständige Anschlussberufung (echte Anschlussberufung): Die Berufung wird innerhalb der Berufungsfrist eingelegt, die Anschlussberufung wird erst nach Ablauf der Berufungsfrist eingelegt. In diesem Fall ist die Anschlussberufung wirksam, wenn sie im Verwaltungsgerichtsprozess innerhalb eines Monats ab Zustellung der Berufungsbegründung erfolgt, im Zivilprozess innerhalb der dem Berufungsbeklagten gesetzten Frist zur Berufungserwiderung. Jedoch ist die Anschlussberufung abhängig von der Berufung und wird unwirksam, wenn diese zurückgenommen wird oder unzulässig ist und das Berufungsgericht sie deshalb verwirft (Akzessorietät); vgl. § 524 Abs. 4 ZPO, § 127 Abs. 5 VwGO.
- Selbständige Anschlussberufung (unechte Anschlussberufung): Berufung und Anschlussberufung werden in der Berufungsfrist eingelegt. Die Anschlussberufung wird wie eine normale Berufung behandelt und ist unabhängig.

Die Anschlussberufung ist auch dann zulässig, wenn zuvor der Anschlussberufungsführer auf Rechtsmittel verzichtet hat (§ 524 Abs. 2 ZPO, § 127 VwGO). 